# سسیا سسیا
سسیا سسیا (به اسپانیایی: Ccella Ccella) یک کوه در پرو است که در منطقه ارکیپا واقع شده‌است. سسیا سسیا ۵٬۰۴۹ متر بالاتر از سطح دریا واقع شده‌است.